# Jiří Schmitzer
Jiří Schmitzer (* 25. října 1949 Praha) je český herec a písničkář, syn herce Jiřího Sováka. Je čtyřnásobným držitelem Českého lva pro nejlepšího herce v hlavní roli, za výkony ve filmech Bumerang, Kráska v nesnázích, Jako nikdy a Staříci.

## Profesní život
V roce 1974 absolvoval DAMU, poté hrál v Činoherním studiu v Ústí nad Labem. Od roku 1985 byl členem souboru Studia Ypsilon. Ve filmu debutoval v roce 1970. Hrál výrazné role v populárních filmech a seriálech jako Marečku, podejte mi pero!, Postřižiny, Slavnosti sněženek, Černí baroni, Báječná léta pod psa, Chalupáři, Sanitka, Zdivočelá země nebo Most!. V roce 1997 získal svého prvního Českého lva jako „nejlepší herec v hlavní roli“ za film Bumerang.
Působí také jako skladatel, skládal hudbu pro divadelní inscenace (mj. i pro Národní divadlo) a složil hudbu k filmu Páni Edisoni. Vystupuje také jako písničkář se svými folkrockovými písničkami, převážně humornými. Vydal již čtyři alba. Jako host zpíval a hrál také na albech Bratří Ebenů Já na tom dělám a Ebeni v zahradě.
Jiří Schmitzer je i jedním z pravidelných hostů legendárního Trutnov Open Air Festivalu, kde vystupuje vedle rockových, metalových a undergroundových kapel a patří mezi oblíbené účinkující.
V roce 2008 vydal knižně pod názvem Kanimůra ze Šardonu výbor svých textů. U mladší generace je známý hlavně díky písni Máte na to? („Řekněte prdel“).

## Osobní život
V roce 1976 způsobil pod vlivem alkoholu dopravní nehodu, při které zemřel chodec. Na základě tohoto skutku byl Schmitzer odsouzen ke třem rokům vězení. Po roce a půl byl za dobré chování propuštěn.
Se svým otcem si v 70. letech zahráli v několika snímcích – komedii Marečku, podejte mi pero! a seriálu Chalupáři. V obou případech hráli příbuzné – v prvním syna a otce, ve druhém vnuka a děda. Ve sci-fi komedii Zítra vstanu a opařím se čajem Schmitzer nadaboval svého otce v mladší verzi jeho role.
Má syna Jiřího Schmitzera mladšího a dceru Kristýnu Schmitzerovou.

## Diskografie
- Recitál, 1997
- Šílenec (2CD), 2000
- Bouda, 2003
- Sbírka kiksů, 2008

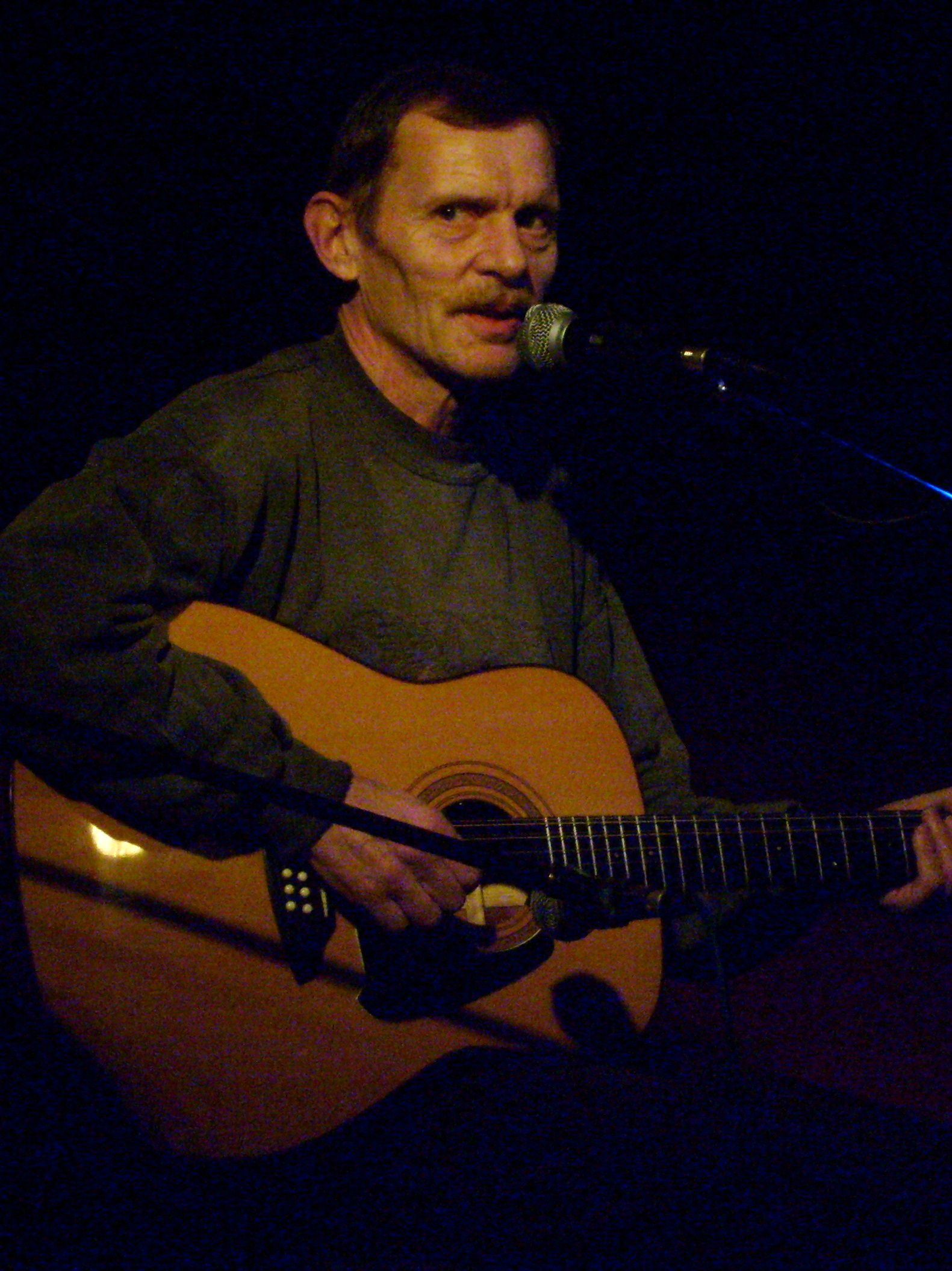
Jiří Schmitzer během koncertu, 2008

Několik písní také nahrál pro různé samplery: Trubka a Prase jsou na Slonech v porcelánu (1999), Krabička vyšla na albu Havěť všelijaká (2005) a píseň Čas je na sampleru 50 miniatur (2007).
Podílel se i na albu Nanoalbum, jako docent Tečka v písni Léčitel.

## Filmografie, výběr

### Film
- Holka na zabití (1975)
- Marečku, podejte mi pero! (1976)
- Postřižiny (1980)
- Slavnosti sněženek (1983)
- Vesničko má, středisková (1985)
- Páni Edisoni (1987)
- Černi baroni (1992)
- Kačenka a strašidla (1992)
- Amerika (1994)
- Bumerang (1996)
- Báječná léta pod psa (1997)
- Kanárek (1999)
- Kytice (2000)
- Perníková věž (2002)
- Kráska v nesnázích (2006)
- Gympl (2007)
- U mě dobrý (2008)
- Kuky se vrací (2010)
- Cesta do lesa (2012)
- Jako nikdy (2013)
- Padesátka (2015)
- Kvarteto (2017)
- Staříci (2019)
- Dům na samotě (2022)

### Televize
- Eliška a její rod (1966) - seriál
- Čertova nevěsta (1975)
- Chalupáři (1975) – seriál
- Malý pitaval z velkého města (1982) 10. díl - serial
- Sanitka (1984) – seriál
- Bumerang (1986) – TV film
- Případ pro zvláštní skupinu (1989) – seriál
- Zdivočelá země (1997, 2001, 2008, 2012) – seriál
- Četnické humoresky (2001) – epizoda Směšný vrah (S01E06)
- Místo nahoře (2004)
- Most! (2019) – seriál